# Elisabetta Fazzini

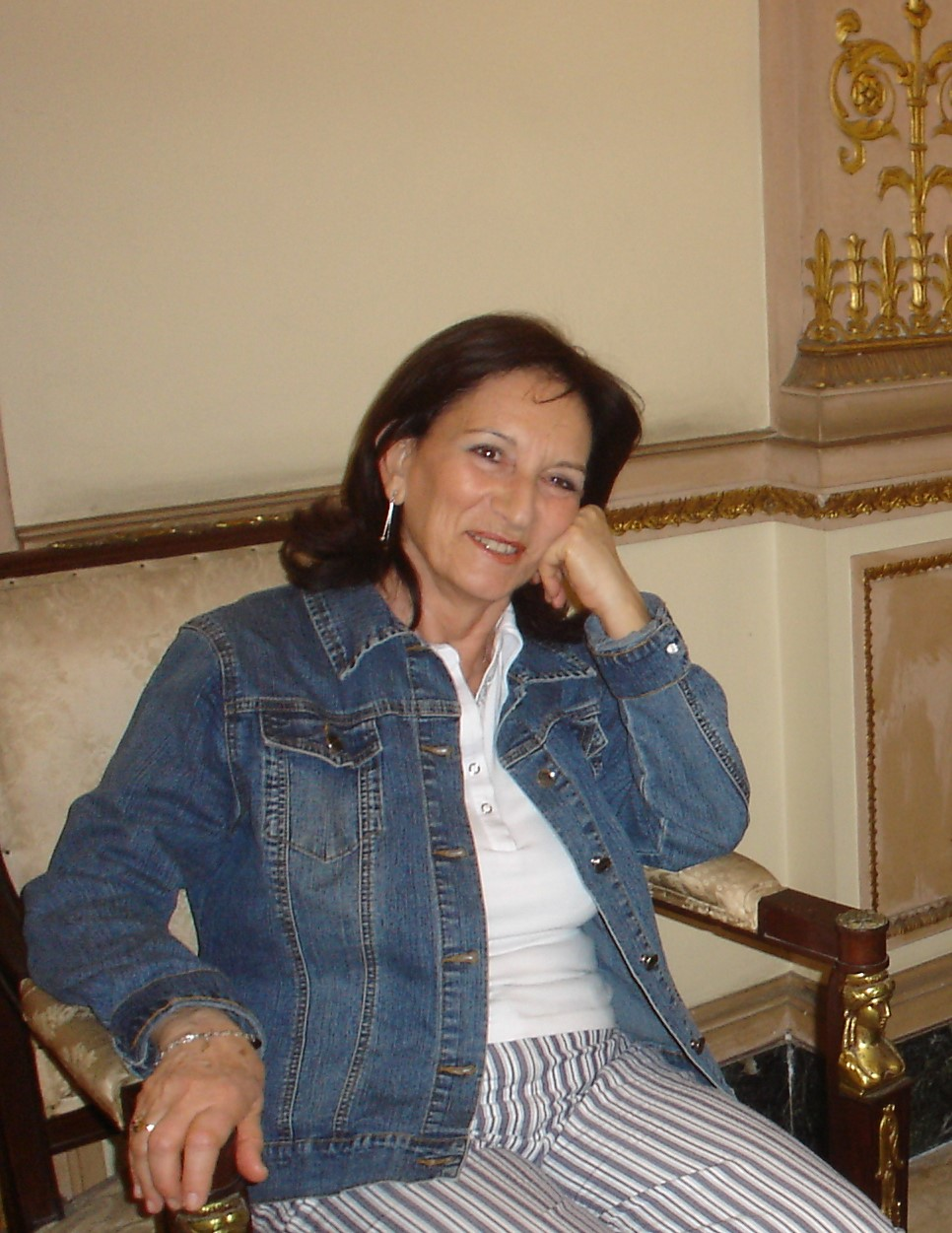
Elisabetta Fazzini

Elisabetta Fazzini Giovannucci (* 28. Juni 1944 in Fabriano, Marken; Giovannucci ist der Familienname ihres Mannes) ist eine italienische Professorin für germanische Philologie. Der Fokus ihrer Forschungstätigkeit liegt auf der altgermanischen Rechts- und Kulturgeschichte, dem Einfluss der lateinischen Hochkultur auf die Germanen und den Mundarten der Südwalser.

## Leben und Forschung
Fazzini besuchte das Gymnasium in Pescara und studierte anschließend zunächst an der Universität Rom und darauf „Ausländische Sprachen und Literaturen“ an der Universität Chieti-Pescara. Ihr Studium schloss sie bei Piergiuseppe Scardigli mit einer Arbeit über die alemannischen Sprachinseln in Nordwestitalien ab.
Von 1973 bis zu ihrer Emeritierung 2014 lehrte sie – ab 2001 als ordentliche Professorin – an der Universität Chieti Germanische Philologie. Von 1993 bis 1998 fiel auch die deutsche Sprachgeschichte in ihre Zuständigkeit.
Fazzinis Forschungsinteressen sind die antike germanische Gesellschaft und die Kulturen der germanischen Völker im Mittelalter, die Rechtstradition der kontinentalgermanischen Völker, der Einfluss der lateinischen Kultur auf die Germanen, die Herausbildung der Schriftlichkeit des Deutschen und die frühe Manuskriptglossierung sowie der deutsch-italienische Sprachkontakt in den höchstalemannischen Sprachinseln Nordwestitaliens.
An der Universität Chieti-Pescara wirkte sie überdies als Direktorin des Instituts für germanische Sprachen und Literatur, als Präsidentin des Zentrums für bibliographische Informazion und elektronische Datenverarbeitung, als Vorsitzerin des Studiengangs für fremde Sprachen und Literaturen und ab 1994/1995 als Gründungsdirektorin des Zentrums für das Studium der deutschen Dialekte.

## Publikationen (Auswahl)
Monographien
- Die alemannischen Dialekte im westlichen Norditalien. Ein Forschungsbericht (= Zeitschrift für Dialektologie und Linguistik. Beiheft N.F. Nr. 28). Franz Steiner Verlag, Wiesbaden 1978.
- Vita pubblica e considerazione sociale della donna nelle leggi dei Germani continentali (V–VIII sec.). C.L.U.A., Pescara 1983.
- Le occupazioni della donna nelle fonti glossografiche tedesche (= Bibliotheca Germanica. Studi e testi). Edizioni dell’Orso, Alessandria 2000.
- (zusammen mit Costanza Cigni): Vocabolario comparativo dei dialetti walser in Italia. Bände 1–6. Edizioni dell’Orso, Alessandria 2004–2022.

Aufsätze
- Conservatività e innovazioni nel sistema verbale dei dialetti alemanni del Piemonte e della Valle d’Aosta. In: Studi Germanici, N.F. 11, 1973, 5–24.
- (zusammen mit P. Scardigli): Semantische Probleme in extremis: Rima. In: Beiträge zur Semantik. 5. Arbeitstagung alemannischer Dialektologen in Bezau, Bregenzerwald vom 1. bis 3. Mai 1975. Hrsg. von J. Zehrer und E. Gabriel. Dornbirn 1978, 7–17.
- Historische, geographische, soziale Belastung und das Schicksal der alemannischen Sprachinseln Italiens. In: Historische, geographische und soziale Übergänge im alemannischen Sprachraum (= Schriften der Philosophischen Fakultäten der Universität Augsburg. Band 16). Hrsg. von W. König und H. Stopp. München 1980, 153–161.
- La denominazione del mese di dicembre in tedesco antico e medio. In: Studi sulla cultura germanica dei secoli IV–XII, in onore di G. Mazzuoli Porru (= Romanobarbarica. Band 10), 1988–1989, 133–159.
- La tradizione germanica nel lessico della ‘Lex Baiuvariorum’. In: Testi giuridici germanici, Atti del XVII Convegno dell’Associazione Italiana di Filologia Germanica, Potenza 24–25 maggio 1990. Hrsg. von L. Lazzari. Potenza 1991, 53–70.
- Le glosse ata. alla ‘Lex Baiuvariorum’ nel manoscritto clm 19415. In: Teoria e pratica della traduzione nel medioevo germanico. Hrsg. von M. V. Molinari, M. Meli, F. Ferrari, P. Mura. Padova 1994, 159–179.
- Malattie e terapie nelle glosse tedesche del ms. clm 7999. In: Quaderni della sezione di Glottologia e Linguistica’. Hrsg. vom Dipartimento di Studi medievali e moderni, Università G. d’Annunzio Chieti, N. 9, 1997, 131–150.
- La ricerca sui dialetti alemannici in Italia. In: Studi Alemannici I. I dialetti walser tra isolamento e contatto linguistico (= Bibliotheca Germanica. Studi e testi). Hrsg. von E. Fazzini. Edizioni dell’Orso, Alessandria 1999, 13–36.
- Il lessico relativo all’alimentazione. In: Studi Alemannici I. I dialetti walser tra isolamento e contatto linguistico (=Bibliotheca Germanica. Studi e testi). Hrsg. von E. Fazzini Giovannucci. Edizioni dell’Orso, Alessandria 1999, 117–185.
- La ricerca sui dialetti walser in Italia: 1998–2002. In: Studi alemannici II. I dialetti walser in Italia: contatto linguistico e scambio interculturale (=Bibliotheca Germanica. Studi e testi). Hrsg. von Elisabetta Fazzini Giovannucci. Edizioni dell’Orso, Alessandria 2003, 7–29.
- Testimonianze longobarde in Abruzzo: gli antroponimi del IX sec. nel Chronicon Casauriense. In: Itinerari 1, 2004, 55–102.
- Il più antico manuale italiano-tedesco. In: Itinerari 2, 2007, 77–92.
- Insediamenti alemannici in Piemonte: i toponimi della Val Formazza. In: Toponomastica italiana. L’eredità storica e le nuove tendenze. Atti della giornata di studio, Pescara 13 Dicembre 2007. Hrsg. von Marina Fuschi und Gerardo Massimi. Ed. Società  Geografica Italiana, Roma 2008, 41–59.
- Gli studi sui dialetti walser in Italia: 2003–2010. In: E. Fazzini (Hrsg.): Il tedesco superiore. Tradizione scritta e varietà parlate, Alemannica. Studi linguistici, filologici e dialettologici. Band 4. Ed. dell’Orso, Alessandria 2011, 1–50.
- Piergiuseppe Scardigli e gli studi sui dialetti walser in Italia. I toponimi di Macugnaga. In:   Saggi in onore di Piergiuseppe Scardigli (= Jahrbuch für Internationale Germanistik. Reihe A, Band 105). Hrsg. von P. Lendinara, F. D. Raschellà und Michael Dallapiazza. Peter Lang, Bern / Berlin / Bruxelles / Frankfurt a. M. / New York / Oxford / Wien 2011, 87–104.
- La toponomastica walser di Alagna Valsesia. In: Lingua e cultura nelle Alpi. Studi in onore di Johannes Kramer. Istituto di Studi per l’Alto Adige, Firenze 2013, 269–286.
- Il giardino oltre il giardino. Kräutergarten e dintorni nel medioevo tedesco. In: Riscritture dell’Eden. Il ruolo del giardino nei discorsi dell’immaginario. Band 8. Hrsg. von Andrea Mariani. Edizioni Universitarie di Lettere Economia Diritto (LED), Milano 2015, 57–74.
- Abbigliamento ed eleganza nel Medioevo tedesco. Considerazioni storico-linguistiche. In: Dat dy man in allan landen fry was. Studi filologici in onore di Giulio Garuti Simone Di Cesare. Hrsg. von Marco Battaglia und Alessandro Zironi. Pisa University Press, Pisa 2017, 93–110.
- A tavola nel medioevo tedesco. In: Studi di Filologia, Linguistica e Letteratura in onore di Anna Maria Guerrieri. Hrsg. von F. De Vivo, M. R. Digilio, C. Riviello, R. Tinaburri. SISMEL Edizioni del Galluzzo, Firenze 2021, 87–104.

Herausgeberschaft
- Studi Alemannici I: I dialetti walser tra isolamento e contatto linguistico (= Bibliotheca Germanica. Studi e testi). Hrsg. von Elisabetta Fazzini Giovannucci. Edizioni dell’Orso, Alessandria 1999.
- Studi alemannici II: I dialetti walser in Italia. Interferenze linguistiche e culturali (= Bibliotheca Germanica. Studi e testi). Hrsg. von Elisabetta Fazzini Giovannucci. Edizioni dell’Orso, Alessandria 2003.
- Il tedesco superiore. Tradizione scritta e varietà parlate (= Alemannica. Collana di Studi linguistici, filologici e dialettologici. Band 4). Hrsg. von Elisabetta Fazzini. Edizioni dell’Orso, Alessandria 2011.

## Quelle
- Curriculum vitae di Elisabetta Fazzini